# Phoebe Jacobs
Phoebe Jacobs (geboren Phoebe Pincus, * 21. Juni 1918 in New York City; † 9. April 2012 ebenda) war eine US-amerikanische Musikmanagerin, Pressesprecherin und Musikveranstalterin, die vor allem als Mitbegründerin der Louis Armstrong Educational Foundation bekannt wurde.

## Leben und Wirken
Phoebe Pincus wuchs in der Bronx auf und heiratete erstmals mit 18 Jahren. Durch einen Verwandten ihrer Mutter, Ralph Watkins, kam sie in die New Yorker Nachtclub-Szene und arbeitete zunächst als Gardarobiere in dessen Club, dem Kelly’s Stable in der 52nd Street. Dort lernte sie u. a. Billie Holiday, Nat King Cole und den Arrangeur Sy Oliver kennen, der ihr einen Job bei Decca Records vermittelte. Jacobs war dort für Verträge mit Musikern und Anstellungen für Aufnahmesessions zuständig. Als Watkins Teil-Eigner des Clubs Basin Street East wurde, arbeitete sie in diesem Nachtclub. Später wurde sie Veranstalterin im Rainbow Room am Rockefeller Plaza, wo sie Konzerte u. a. mit Duke Ellington oder Benny Goodman organisierte. 1989 war sie an der Gründung der Jazz Foundation of America beteiligt.
Im Laufe ihrer Karriere arbeitete Jacobs als Pressesprecherin u. a. mit Ella Fitzgerald, Sarah Vaughan, Della Reese, Eubie Blake, Mercer Ellington und Peggy Lee. Befreundet war sie eng mit Louis Armstrong in dessen letzten Lebensjahren, für den sie die Öffentlichkeitsarbeit betrieb. Nach dessen Tod im Jahr 1971 gründete sie die Louis Armstrong Educational Foundation, der sie als Executive Vice President vorstand und sich um die Finanzierung der Programme kümmerte, wie das Louis Armstrong Music Therapy Department am Beth Israel Medical Center. Ein weiteres Projekt waren die Jazz at Lincoln Center’s Young People’s Concerts unter Leitung von Wynton Marsalis. Zur Förderung von Armstrongs Nachruhm organisierte Jacobs auch die Namensgebung des Louis Armstrong Stadium im Flushing-Meadows-Park sowie in New Orleans des Louis Armstrong Park und des Louis Armstrong New Orleans International Airport, außerdem 1995 eine Kampagne für eine Louis Armstrong-Gedenkbriefmarke, als die Armstrong Foundation das Louis (Satchmo) Armstrong Summer Jazz Camp schuf. Außerdem vermittelte sie den Aufbau des Louis Armstrong Archive am Queens College und des Louis Armstrong House Museum in dem Ziegelsteinbau in Corona, den Armstrong und seine Frau  Lucille bewohnten. Jacobs, die auch beim Aufbau des New Yorker Jazz Museum mitwirkte, starb im April 2012 im Beth Israel Hospital in Manhattan im Alter von 93 Jahren.

## Ehrungen und Würdigungen
Im Jahr 2003 wurde Jacobs mit dem Jazz at Lincoln Center Award for Leadership geehrt, der ihr bei der Konzertveranstaltung Here’s to the Ladies: A Celebration of Great Women in Jazz überreicht wurde. 2007 wurde ihr 89ster Geburtstag beim JVC Jazz Festival im Danny Kaye Playhouse gefeiert. In einer Gedenkveranstaltung des Jazz at Lincoln Center wurde Phoebe Jacobs am 24. Mai 2012 für ihre Verdienste geehrt; dabei trat das Jazz at Lincoln Center Orchestra, Wynton Marsalis, Jon Faddis, Lew Soloff, George Wein, Victor Goines, Bob Stewart, Stanley Crouch u. a. auf.
Der Kritiker Whitney Balliett schrieb über sie:
„She has a good understanding of how show business impinges on the verities of jazz.“